# Norvégia az 1952. évi téli olimpiai játékokon
Norvégia az Oslóban megrendezett 1952. évi téli olimpiai játékok házigazda nemzeteként vett részt a versenyeken. Az országot az olimpián 8 sportágban 73 sportoló képviselte, akik összesen 16 érmet szereztek.

## Érmesek
| Érem  | Versenyző                                                       | Sportág          | Versenyszám            |
| ----- | --------------------------------------------------------------- | ---------------- | ---------------------- |
| Arany | Stein Eriksen                                                   | Alpesisí         | Férfi óriás-műlesiklás |
| Arany | Simon Slåttvik                                                  | Északi összetett | Egyéni                 |
| Arany | Hjalmar Andersen                                                | Gyorskorcsolya   | Férfi 1500 m           |
| Arany | Hjalmar Andersen                                                | Gyorskorcsolya   | Férfi 5000 m           |
| Arany | Hjalmar Andersen                                                | Gyorskorcsolya   | Férfi 10 000 m         |
| Arany | Hallgeir Brenden                                                | Sífutás          | Férfi 18 km            |
| Arany | Arnfinn Bergmann                                                | Síugrás          | Egyéni, normálsánc     |
| Ezüst | Stein Eriksen                                                   | Alpesisí         | Férfi műlesiklás       |
| Ezüst | Magnar Estenstad Mikal Kirkholt Martin Stokken Hallgeir Brenden | Sífutás          | Férfi 4 × 10 km váltó  |
| Ezüst | Torbjørn Falkanger                                              | Síugrás          | Egyéni, normálsánc     |
| Bronz | Guttorm Berge                                                   | Alpesisí         | Férfi műlesiklás       |
| Bronz | Sverre Stenersen                                                | Északi összetett | Egyéni                 |
| Bronz | Arne Johansen                                                   | Gyorskorcsolya   | Férfi 500 m            |
| Bronz | Roald Aas                                                       | Gyorskorcsolya   | Férfi 1500 m           |
| Bronz | Sverre Haugli                                                   | Gyorskorcsolya   | Férfi 5000 m           |
| Bronz | Magnar Estenstad                                                | Sífutás          | Férfi 50 km            |

## Alpesisí
Férfi
| Versenyző          | Versenyszám      | 1. futam | 1. futam | 2. futam | 2. futam | Összesítés | Összesítés |
| Versenyző          | Versenyszám      | Idő      | Hely.    | Idő      | Hely.    | Idő        | Helyezés   |
| ------------------ | ---------------- | -------- | -------- | -------- | -------- | ---------- | ---------- |
| Guttorm Berge      | Műlesiklás       | 1:01,1   | 6.*      | 1:00,6   | 3.       | 2:01,7     |            |
| Guttorm Berge      | Óriás-műlesiklás |          |          |          |          | 2:34,5     | 13.        |
| Stein Eriksen      | Lesiklás         |          |          |          |          | 2:33,8     | 6.         |
| Stein Eriksen      | Műlesiklás       | 59,2     | 1.*      | 1:02,0   | 6.       | 2:01,2     |            |
| Stein Eriksen      | Óriás-műlesiklás |          |          |          |          | 2:25,0     |            |
| Gunnar Hjeltnes    | Lesiklás         |          |          |          |          | 2:35,9     | 7.         |
| Gunnar Hjeltnes    | Műlesiklás       | 1:11,6   | 49.      | kiesett  | kiesett  | kiesett    | kiesett    |
| Gunnar Hjeltnes    | Óriás-műlesiklás |          |          |          |          | 2:33,7     | 10.        |
| Sverre Johannessen | Lesiklás         |          |          |          |          | kizárták   | kizárták   |
| Johnny Lunde       | Lesiklás         |          |          |          |          | 2:43,6     | 20.*       |
| Alf Opheim         | Óriás-műlesiklás |          |          |          |          | 2:35,9     | 19.        |
| Per Rollum         | Műlesiklás       | 1:01,6   | 11.      | 1:02,9   | 9.       | 2:04,5     | 8.         |

Női
| Versenyző           | Versenyszám      | 1. futam | 1. futam | 2. futam | 2. futam | Összesítés | Összesítés |
| Versenyző           | Versenyszám      | Idő      | Hely.    | Idő      | Hely.    | Idő        | Helyezés   |
| ------------------- | ---------------- | -------- | -------- | -------- | -------- | ---------- | ---------- |
| Tull Gasmann        | Műlesiklás       | 1:29,4   | 35.      | 1:07,5   | 8.       | 2:36,9     | 33.        |
| Tull Gasmann        | Óriás-műlesiklás |          |          |          |          | 2:34,3     | 35.        |
| Margit Hvammen      | Lesiklás         |          |          |          |          | 1:50,9     | 7.         |
| Margit Hvammen      | Műlesiklás       | 1:09,8   | 14.      | 1:11,4   | 23.      | 2:21,2     | 18.        |
| Margit Hvammen      | Óriás-műlesiklás |          |          |          |          | 2:17,7     | 18.        |
| Dagny Jørgensen     | Lesiklás         |          |          |          |          | 1:56,5     | 21.        |
| Dagny Jørgensen     | Óriás-műlesiklás |          |          |          |          | 2:31,1     | 33.        |
| Borghild Niskin     | Lesiklás         |          |          |          |          | kizárták   | kizárták   |
| Borghild Niskin     | Műlesiklás       | 1:08,7   | 10.*     | 1:09,0   | 14.      | 2:17,7     | 11.        |
| Borghild Niskin     | Óriás-műlesiklás |          |          |          |          | 2:11,9     | 6.         |
| Karen-Sofie Styrmoe | Lesiklás         |          |          |          |          | 2:15,5     | 31.        |
| Karen-Sofie Styrmoe | Műlesiklás       | 1:15,0   | 28.      | 1:12,6   | 27.      | 2:27,6     | 23.        |

* - egy másik versenyzővel azonos eredményt ért el

## Bob
| Versenyző                                                      | Versenyszám | 1. futam | 1. futam | 2. futam | 2. futam | 3. futam | 3. futam | 4. futam | 4. futam | Összesítés | Összesítés |
| Versenyző                                                      | Versenyszám | Idő      | Hely.    | Idő      | Hely.    | Idő      | Hely.    | Idő      | Hely.    | Idő        | Helyezés   |
| -------------------------------------------------------------- | ----------- | -------- | -------- | -------- | -------- | -------- | -------- | -------- | -------- | ---------- | ---------- |
| Arne Holst Kåre Christiansen                                   | Kettes      | 1:24,52  | 13.      | 1:24,77  | 11.      | 1:24,24  | 12.      | 1:24,88  | 14.      | 5:38,41    | 13.        |
| Erik Tandberg Curt James Haydn                                 | Kettes      | 1:26,33  | 15.      | 1:24,82  | 12.      | 1:24,23  | 11.      | 1:24,24  | 10.      | 5:39,62    | 14.        |
| Arne Holst Trygve Brudevold Curt James Haydn Kåre Christiansen | Négyes      | 1:20,05  | 12.      | 1:19,93  | 9.*      | 1:19,98  | 12.      | 1:21,40  | 12.      | 5:21,36    | 12.        |
| Reidar Alveberg Anders Hveem Arne Røgden Gunnar Thoresen       | Négyes      | 1:21,53  | 15.      | 1:21,18  | 13.      | 1:20,77  | 14.      | 1:20,99  | 10.      | 5:24,47    | 13.        |

* - egy másik csapattal azonos eredményt ért el

## Északi összetett
| Versenyző           | Síugrás  | Síugrás  | Síugrás  | Síugrás  | Síugrás  | Síugrás  | Síugrás | Síugrás | Sífutás | Sífutás | Sífutás | Összesítés | Összesítés |
| Versenyző           | 1. ugrás | 1. ugrás | 2. ugrás | 2. ugrás | 3. ugrás | 3. ugrás | Össz.   | Össz.   | Sífutás | Sífutás | Sífutás | Összesítés | Összesítés |
| Versenyző           | Távolság | Pont     | Távolság | Pont     | Távolság | Pont     | Pont    | Hely.   | Idő     | Pont    | Hely.   | Pont       | Helyezés   |
| ------------------- | -------- | -------- | -------- | -------- | -------- | -------- | ------- | ------- | ------- | ------- | ------- | ---------- | ---------- |
| Per Gjelten         | 65,0     | 105,5    | 64,5     | (102,5)  | 66,0     | 106,5    | 212,0   | 3.      | 1:07:40 | 220,848 | 6.      | 432,848    | 5.         |
| Ottar Gjermundshaug | 61,0     | 100,0    | 64,5     | 106,0    | 68,0     | (77,5)   | 206,0   | 6.*     | 1:06:13 | 226,121 | 5.      | 432,121    | 6.         |
| Simon Slåttvik      | 67,5     | (80,5)   | 67,0     | 112,0    | 66,5     | 111,5    | 223,5   | 1.      | 1:05:40 | 228,121 | 3.      | 451,621    |            |
| Sverre Stenersen    | 67,0     | (110,5)  | 68,0     | 111,0    | 69,5     | 112,0    | 223,0   | 2.      | 1:09:44 | 213,335 | 9.      | 436,335    |            |

* - egy másik versenyzővel azonos eredményt ért el

## Gyorskorcsolya
| Versenyző         | Versenyszám | Eredmény       | Helyezés       |
| ----------------- | ----------- | -------------- | -------------- |
| Roald Aas         | 1500 m      | 2:21,6         |                |
| Hjalmar Andersen  | 1500 m      | 2:20,4         |                |
| Hjalmar Andersen  | 5000 m      | 8:10,6         |                |
| Hjalmar Andersen  | 10 000 m    | 16:45,8        |                |
| Hroar Elvenes     | 500 m       | 44,1           | 6.*            |
| Wiggo K. Hanssen  | 5000 m      | 8:37,2         | 9.             |
| Sverre Haugli     | 5000 m      | 8:22,4         |                |
| Sverre Haugli     | 10 000 m    | 17:30,2        | 6.             |
| Finn Helgesen     | 500 m       | 44,0           | 5.             |
| Arne Johansen     | 500 m       | 44,0           | *              |
| Yngvar Karlsen    | 5000 m      | 8:48,2         | 20.            |
| Yngvar Karlsen    | 10 000 m    | 18:10,6        | 18.            |
| Ivar Martinsen    | 1500 m      | 2:23,4         | 8.*            |
| Ingar Nordlund    | 10 000 m    | nem ért célba~ | nem ért célba~ |
| Sigmund Søfteland | 500 m       | 44,3           | 10.            |
| Nic Stene         | 1500 m      | 2:24,8         | 15.            |

* - egy másik versenyzővel azonos eredményt ért el

~ - a futam során elesett

## Jégkorong
| Norvég férfi jégkorongcsapat-játékoskeret                                                                 | Norvég férfi jégkorongcsapat-játékoskeret                                                               | Norvég férfi jégkorongcsapat-játékoskeret                                 |
| --- | --- | ------------------------------------------------------------------------- |
| - Jan Erik Adolfsen - Arne Berg - Egil Bjerklund - Per Dahl - Bjørn Gulbrandsen - Bjørn Oscar Gulbrandsen | - Finn Gundersen - Arthur Kristiansen - Gunnar Kroge - Johnny Larntvet - Roar Pedersen - Annar Petersen | - Ragnar Rygel - Leif Solheim - Øivind Solheim - Roy Strandem - Per Voigt |

### Eredmények
| 1952. február 15. | Norvégia (NOR) | 2 – 3 (1–0, 0–2, 1–1) | Egyesült Államok | Oslo |

|  |  |  |  |  |
|  |  |  |  |  |
|  |  |  |  |  |
|  |  |  |  |  |

| 1952. február 16. | Norvégia (NOR) | 0 – 6 (0–2, 0–2, 0–2) | Csehszlovákia | Oslo |

|  |  |  |  |  |
|  |  |  |  |  |
|  |  |  |  |  |
|  |  |  |  |  |

| 1952. február 17. | Norvégia (NOR) | 2 – 4 (1–2, 0–1, 1–1) | Svédország | Oslo |

|  |  |  |  |  |
|  |  |  |  |  |
|  |  |  |  |  |
|  |  |  |  |  |

| 1952. február 18. | Norvégia (NOR) | 2 – 7 (0–4, 2–2, 0–1) | Svájc | Oslo |

|  |  |  |  |  |
|  |  |  |  |  |
|  |  |  |  |  |
|  |  |  |  |  |

| 1952. február 20. | Norvégia (NOR) | 2 – 5 (0–2, 2–2, 0–1) | Finnország | Oslo |

|  |  |  |  |  |
|  |  |  |  |  |
|  |  |  |  |  |
|  |  |  |  |  |

| 1952. február 21. | Norvégia (NOR) | 2 – 6 (0–0, 1–1, 1–5) | Németország | Oslo |

|  |  |  |  |  |
|  |  |  |  |  |
|  |  |  |  |  |
|  |  |  |  |  |

| 1952. február 23. | Norvégia (NOR) | 2 – 11 (2–5, 0–3, 0–3) | Kanada | Oslo |

|  |  |  |  |  |
|  |  |  |  |  |
|  |  |  |  |  |
|  |  |  |  |  |

| 1952. február 24. | Norvégia (NOR) | 3 – 4 (2–1, 1–1, 0–2) | Lengyelország | Oslo |

|  |  |  |  |  |
|  |  |  |  |  |
|  |  |  |  |  |
|  |  |  |  |  |

Végeredmény
| Csapat                 | M | Gy | D | V | G+ | G– | Gk  | P   |
| ---------------------- | - | -- | - | - | -- | -- | --- | --- |
| Kanada (CAN)           | 8 | 7  | 1 | 0 | 71 | 14 | +57 | 15  |
| Egyesült Államok (USA) | 8 | 6  | 1 | 1 | 43 | 21 | +22 | 13  |
| Svédország (SWE)       | 8 | 6  | 0 | 2 | 48 | 19 | +29 | 12* |
| Csehszlovákia (TCH)    | 8 | 6  | 0 | 2 | 47 | 18 | +29 | 12* |
| Svájc (SUI)            | 8 | 4  | 0 | 4 | 40 | 40 | 0   | 8   |
| Lengyelország (POL)    | 8 | 2  | 1 | 5 | 21 | 56 | –35 | 5   |
| Finnország (FIN)       | 8 | 2  | 0 | 6 | 21 | 60 | –39 | 4   |
| Németország (GER)      | 8 | 1  | 1 | 6 | 21 | 53 | –32 | 3   |
| Norvégia (NOR)         | 8 | 0  | 0 | 8 | 15 | 46 | –31 | 0   |

* - Svédország és Csehszlovákia nyolc mérkőzés után egyenlő pontszámmal és gólkülönbséggel állt a harmadik helyen, ezért helyosztó mérkőzésre került sor, amelyet Svédország nyert meg 5–3-ra.
| Csapat   | Helyezés |
| -------- | -------- |
| Norvégia | 9.       |

## Műkorcsolya
| Versenyző                        | Versenyszám | Kötelező elemek   | Kötelező elemek | Kűr               | Kűr        | Összesítés                     | Összesítés                     | Összesítés                     | Összesítés                     | Összesítés                     | Összesítés                     | Összesítés                     | Összesítés                     | Összesítés                     | Összesítés        | Összesítés  | Összesítés | Összesítés |
| Versenyző                        | Versenyszám | Kötelező elemek   | Kötelező elemek | Kűr               | Kűr        | Helyezési pontszámok bírónként | Helyezési pontszámok bírónként | Helyezési pontszámok bírónként | Helyezési pontszámok bírónként | Helyezési pontszámok bírónként | Helyezési pontszámok bírónként | Helyezési pontszámok bírónként | Helyezési pontszámok bírónként | Helyezési pontszámok bírónként | Több. hely. száma | Hely. össz. | Pont       | Helyezés   |
| Versenyző                        | Versenyszám | Több. hely. száma | Hely.           | Több. hely. száma | Hely.      | 1                              | 2                              | 3                              | 4                              | 5                              | 6                              | 7                              | 8                              | 9                              | Több. hely. száma | Hely. össz. | Pont       | Helyezés   |
| -------------------------------- | ----------- | ----------------- | --------------- | ----------------- | ---------- | ------------------------------ | ------------------------------ | ------------------------------ | ------------------------------ | ------------------------------ | ------------------------------ | ------------------------------ | ------------------------------ | ------------------------------ | ----------------- | ----------- | ---------- | ---------- |
| Ingeborg Nilsson                 | Női egyéni  | 9×25+             | 25.             | 5×22+             | 24.        | 24,0                           | 24,0                           | 24,0                           | 23,0                           | 24,0                           | 24,0                           | 24,0                           | 24,0                           | 24,0                           | 9×24+             | 215,0       | 1019,9     | 24.        |
| Bjørg Løhnner Øien               | Női egyéni  | 7×23+             | 23.             | nem indult        | nem indult | kiesett                        | kiesett                        | kiesett                        | kiesett                        | kiesett                        | kiesett                        | kiesett                        | kiesett                        | kiesett                        | kiesett           | kiesett     | kiesett    | kiesett    |
| Bjørg Skjærlaaen Reidar Børjeson | Páros       |                   |                 |                   |            | 13,0                           | 13,0                           | 13,0                           | 13,0                           | 13,0                           | 13,0                           | 13,0                           | 13,0                           | 13,0                           | 9×13+             | 117,0       | 75,2       | 13.        |

## Sífutás
Férfi
| Versenyző                                                       | Versenyszám     | Eredmény | Helyezés |
| --------------------------------------------------------------- | --------------- | -------- | -------- |
| Hallgeir Brenden                                                | 18 km           | 1:01:34  |          |
| Per Gjelten                                                     | 18 km           | 1:07:40  | 20.      |
| Ottar Gjermundshaug                                             | 18 km           | 1:06:13  | 17.      |
| Mikal Kirkholt                                                  | 18 km           | 1:04:53  | 12.      |
| Simon Slåttvik                                                  | 18 km           | 1:05:40  | 15.      |
| Sverre Stenersen                                                | 18 km           | 1:09:44  | 27.      |
| Martin Stokken                                                  | 18 km           | 1:03:00  | 6.       |
| Magnar Estenstad                                                | 18 km           | 1:04:26  | 11.      |
| Magnar Estenstad                                                | 50 km           | 3:38:28  |          |
| Edvin Landsem                                                   | 50 km           | 3:40:43  | 7.       |
| Harald Maartmann                                                | 50 km           | 3:43:43  | 8.       |
| Olav Økern                                                      | 50 km           | 3:38:45  | 4.       |
| Magnar Estenstad Mikal Kirkholt Martin Stokken Hallgeir Brenden | 4 × 10 km váltó | 2:23:13  |          |

Női
| Versenyző              | Versenyszám | Eredmény | Helyezés |
| ---------------------- | ----------- | -------- | -------- |
| Gina Regland-Sigstad   | 10 km       | 45:37    | 10.      |
| Marit Øiseth           | 10 km       | 45:04    | 7.       |
| Jorun Tangen-Askersrud | 10 km       | 47:45    | 12.      |
| Rakel Wahl             | 10 km       | 44:54    | 6.       |

## Síugrás
| Versenyző          | 1. ugrás | 1. ugrás | 1. ugrás | 2. ugrás | 2. ugrás | 2. ugrás | Összesítés | Összesítés |
| Versenyző          | Távolság | Pont     | Hely.    | Távolság | Pont     | Hely.    | Pont       | Helyezés   |
| ------------------ | -------- | -------- | -------- | -------- | -------- | -------- | ---------- | ---------- |
| Arnfinn Bergmann   | 67,5     | 112,0    | 2.       | 68,0     | 114,0    | 1.       | 226,0      |            |
| Torbjørn Falkanger | 68,0     | 113,0    | 1.       | 64,0     | 108,5    | 3.*      | 221,5      |            |
| Arne Hoel          | 66,5     | 109,0    | 7.       | 63,5     | 106,5    | 5.*      | 215,5      | 6.         |
| Halvor Næs         | 63,5     | 108,0    | 8.*      | 64,5     | 108,5    | 3.*      | 216,5      | 4.*        |

* - egy másik versenyzővel azonos eredményt ért el